# Топорівці (Чернівецький район)
Топорі́вці — село в Україні, у Чернівецькому районі Чернівецькій області. Населення становить 4 425 осіб. Центр Топорівської сільської громади.

## Герб
У лазуровому щиті на зеленій землі срібна церква із золотою покрівлею та трьома золотими хрестами, що супроводжується з обох боків двома срібними квітками.

## Географія
У австро-угорський час мало понімечену назву Toporoutz. Село розташоване на відстані 15-20 км на північний схід від Чернівців, за 33 км від Новоселиці та за 12 км від залізничної станції Магала.

## Топоніми
За переказами назва села походить від імені першого власника села — феодала Топора.
Урочища:
- Максимське.

## Історія
Перша писемна згадка про село міститься у грамоті молдавського господаря Олександра Доброго за 1412 рік (за іншими даними, за 1461 рік) при передачі його у спадщину. У XVI столітті тут були володіння молдовського боярина Думітра Барновща (рум. Dumitru Barnovschi). Хоча поселення на території Топорівців існувало ще за часів Київської Русі. Про це свідчать археологічні дослідження, під час яких поблизу села виявлені залишки поселення доби раннього заліза (І тисячоліття до н. е.) та двох давньоруських поселень (XII—XIII століття).
На території села розташований комплекс споруд церкви Святого Іллі Пророка, збудований 1560 року та входить до реєстру пам'яток культурної спадщини України під охоронним номером 806/0. Протягом 1911–1914 років, в селі споруджено нову церкву Святого Іллі через те, що стара вже не вміщала усіх прихожан села.. За свідченнями місцевих мешканців церкву будували «німецькі та чеські архітектори» (можливо, учні Йозефа Главки). 2 серпня 1914 року новозбудовану церкву окропили водою, яку попередньо освятили у старому мурованому. 1916 року в новій Ільїнській церкві була вручена георгіївська медаль майбутньому герою громадянської війни в Росії Василю Чапаєву після присвоєння йому звання фельдфебеля за добру поведінку і тверде знання служби. Третій храм села — невеличкий костел-капличка, що знаходиться на виїзді з Топорівців у бік Чернівців. Капличку почали будувати у 1914 році, а закінчили — вже під час румунської окупації краю. Нині належить греко-католицькій громаді села.
Під час румунської окупації 1918-1940 років в селі діяла підпільна група, яку очолював Д. М. Василашко. Дмитро Михайлович загинув у румунській в'язниці в 1944 році.
У радянський період в Топорівцях діяли середня школа, клуб, бібліотека, дільнична лікарня на 35 ліжок та колгоспний профілакторій. В селі знаходився колгосп, створений в 1941 році, відновлений у 1945 році, при якому діяло 2 млини та пилорама.
Танцювальний колектив села широко відомий в Україні. Більша частина репертуару топорівських танцюристів зафіксована на кінострічці. Цьому колективу першому на Україні присвоєно звання самодіяльного ансамблю народного танцю. Керує колективом заслужений працівник культури УРСР Т. І. Подорожній.

### Епідемія коронавірусу
У березні 2020 року селі було зафіксовано поширення коронавірусної хвороби в Чернівецькій області: із 25 зареєстрованих на Буковині випадків (на 21.03.2020) 1 хворий в цьому селі. В селі запроваджено особливий режим в’їзду та виїзду, оскільки село розташоване за 3 км на південний захід від Колінківців, де 11 хворих.

## Населення

### Мова
Розподіл населення за рідною мовою за даними Всеукраїнського перепису населення:
| Мова            | Кількість | Відсоток |
| --------------- | --------- | -------- |
| українська      | 4314      | 97.49%   |
| румунська       | 87        | 1.97%    |
| російська       | 19        | 0.43%    |
| білоруська      | 2         | 0.04%    |
| інші/не вказали | 3         | 0.07%    |
| Усього          | 4425      | 100%     |

## Відомі люди
Народилися
Олександр Заліско - блогер, волонтер 
- Мирон Барновський-Могила — господар Молдови у 1626—1629, 1633 роках.
- Білик Микола Ілліч (нар. 20 травня 1953) — український скульптор. Заслужений художник України.
- Василашко Іван Васильович — літературознавець, краєзнавець.
- Василашко Іван Дмитрович (1892-1974) — український мовознавець.
- Василашко Орест Степанович (нар. 1955) — режисер, директор Чернівецького обласного театру ляльок. Заслужений працівник культури України (2009).
- Василишин М. Д. — майстер художньої обробки дерева, народний умілець. Його вироби експонуються у Чернівецькому краєзнавчому музеї.
- Віковянка (Фуса) Софія (рум. Sofia Vicoveanca) (нар. 23 вересня 1941) — відома румунська співачка, виконавиця буковинської народної музики.
- Кравчук Микола Іванович — працівник сільськогосподарського підприємства, переможець соціалістичного змагання, ударник десятої та одинадцятої п'ятирічок.
- Марчак Юрій Михайлович (нар. 13 червня 1962) — артист, заслужений працівник культури України (2009).
- Мельничук Степан Васильович (нар. 14 січня 1948) — український вчений, педагог. Ректор Чернівецького Національного університету імені Юрія Федьковича.
- Старчук Орест (1915-1971) — український славіст.

Перебували
- Воробкевич Григорій Іванович — український поет. Мешкав в селі у 1880-х роках.

## Галерея

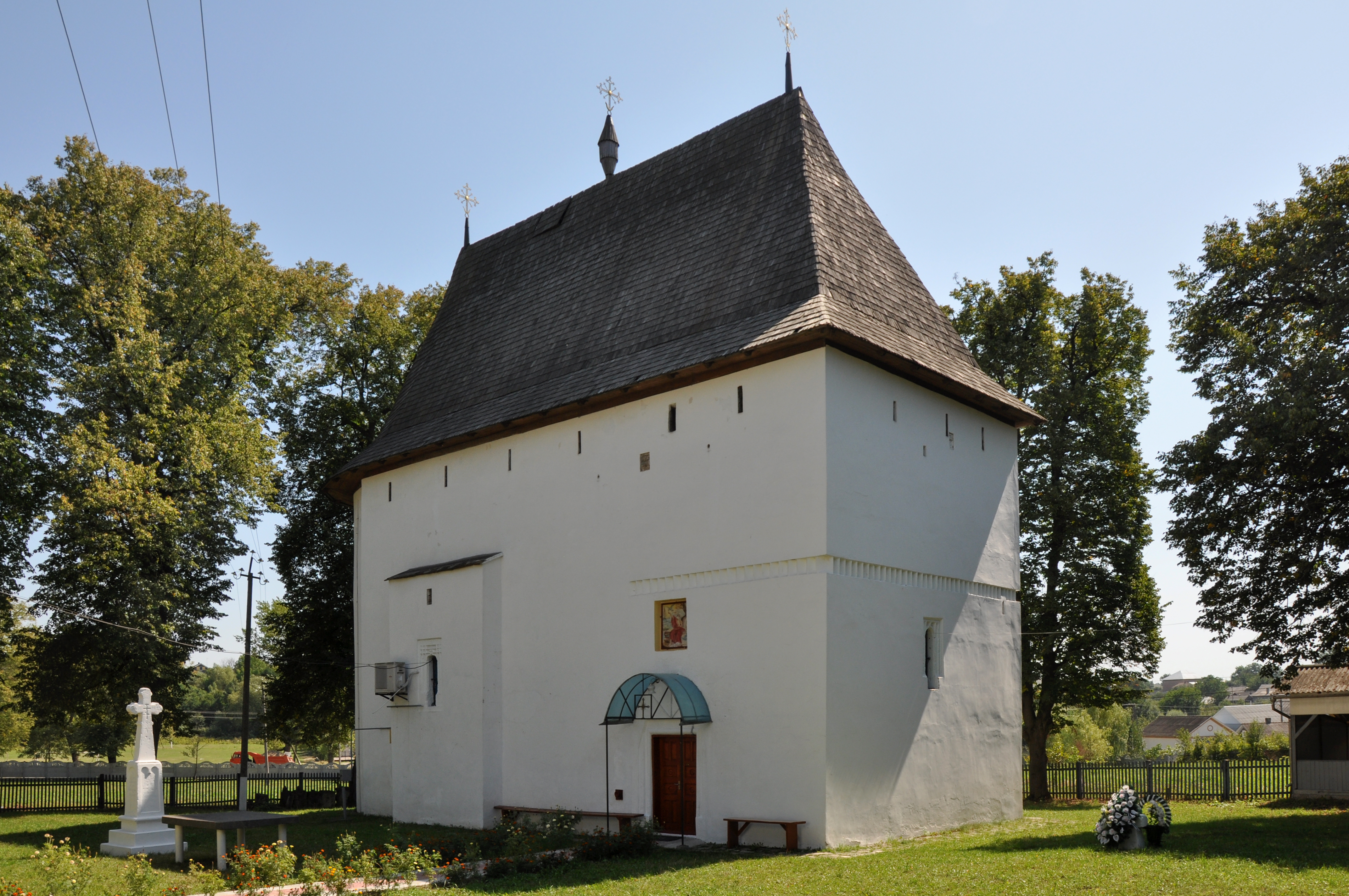
Церква святого Іллі
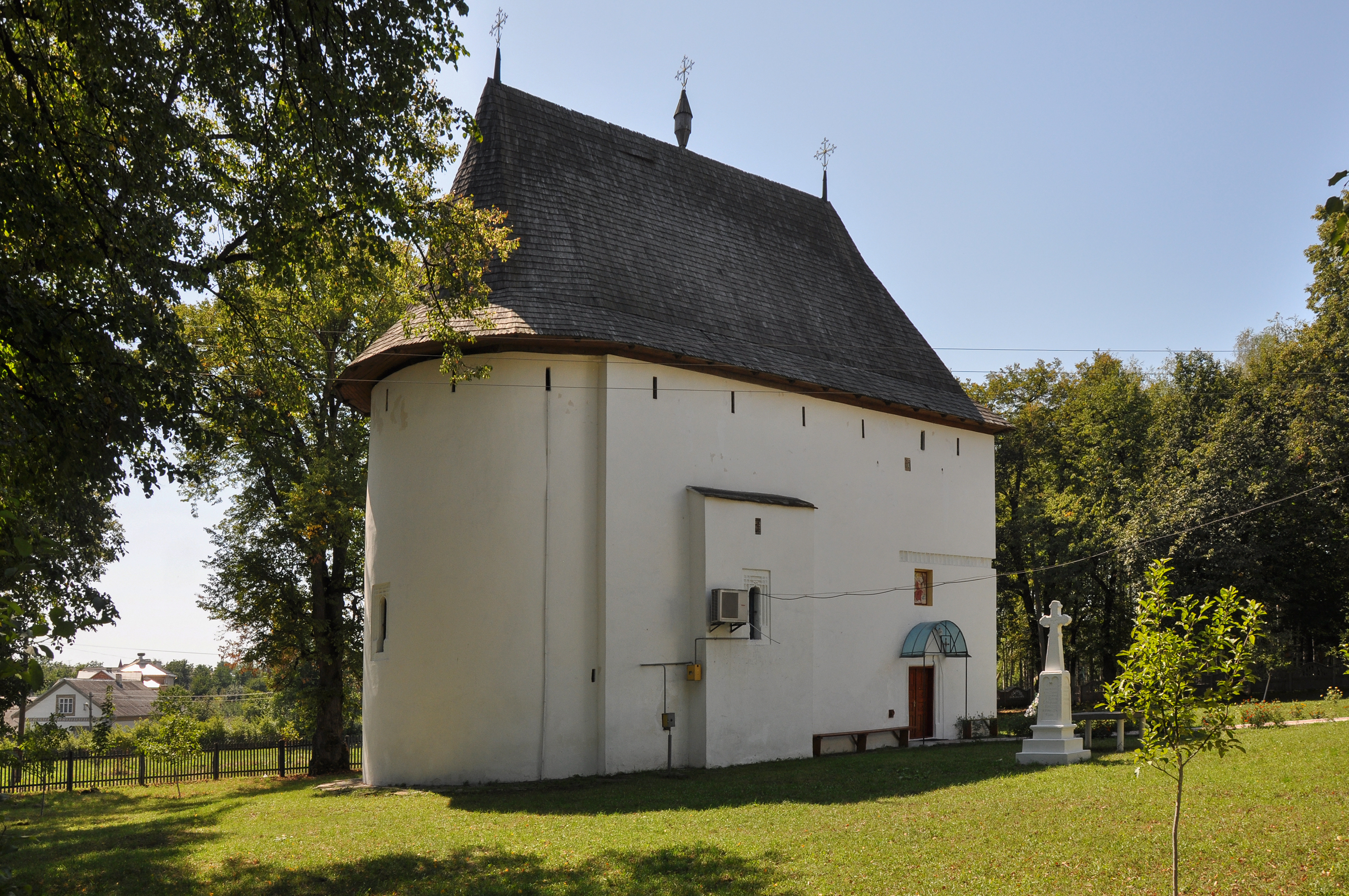
Церква святого Іллі
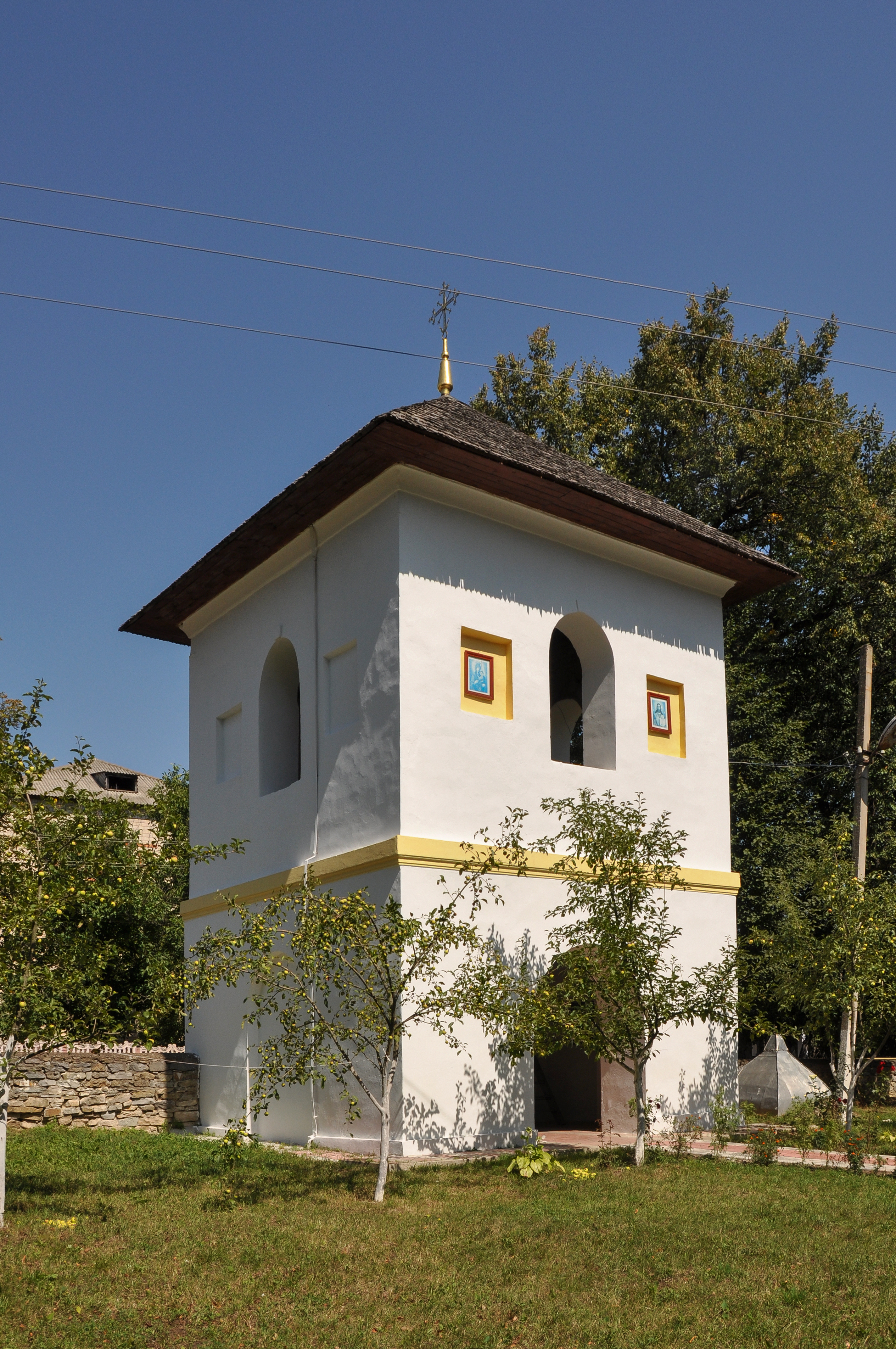
Дзвіниця церкви святого Іллі
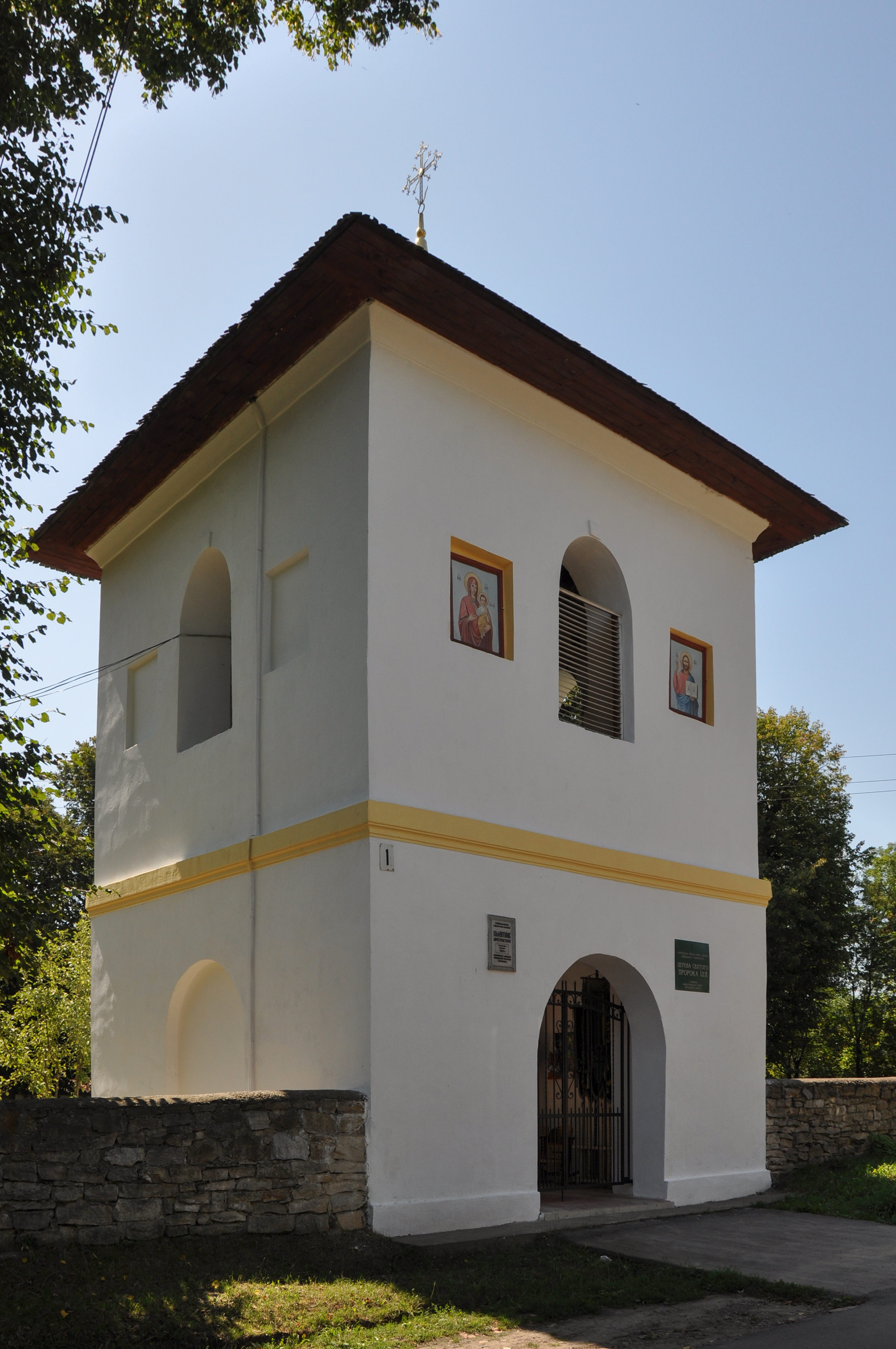
Дзвіниця церкви святого Іллі